# Comarca Península Valdés
La Comarca Península Valdés es un recorrido turístico del noreste la provincia del Chubut, Argentina. Está integrada por la Península Valdés y el Valle inferior del río Chubut. Es también conocida como del Valle Inferior del río Chubut (VIRCH), comprende el territorio Centro-Norte del litoral marítimo provincial y abarca los departamentos de Rawson, Biedma, Gaiman y zona Centro- Norte del Florentino Ameghino. Se destacan las ciudades de Rawson (capital de la provincia), Trelew, Puerto Madryn, Gaiman, Dolavon, Veintiocho de Julio, Puerto Pirámides sobre el Área Natural Protegida de Península Valdés y Camarones. Concentra el 44,5% de la población urbana de la provincia. Presenta como característica destacada el potencial natural ecológico (áreas naturales protegidas de Península Valdés y Punta Tombo) y el Valle Inferior del Río Chubut (VIRCH). Las principales ramas de la actividad económica en las áreas urbanas en relación con puestos de trabajo son: la administración pública 22%, comercio, servicios y barracas 15%, industrias (aluminio, alimentaria y textil) 14%, servicios y de enseñanza 15 %.

## Área natural protegida Península Valdés

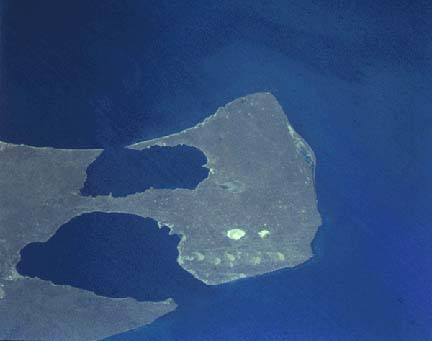
Península Valdés.

Fue creada Reserva Natural Turística de Objetivo Integral y se integraron a la misma las Reservas naturales turísticas Isla de los Pájaros, Punta Pirámides, Caleta Valdés, Punta Norte y Punta Delgada. En 1999 fue declarada Patrimonio natural de la humanidad por la Unesco.
Es conocida por la visita de la ballena franca austral a sus costas, en el Mar Argentino con los Golfos San José y Nuevo.
Puerto Madryn se encuentra a 1.400 km al sur de la ciudad de Buenos Aires y es considerada la puerta de entrada a la Península Valdés.

## Balnearios

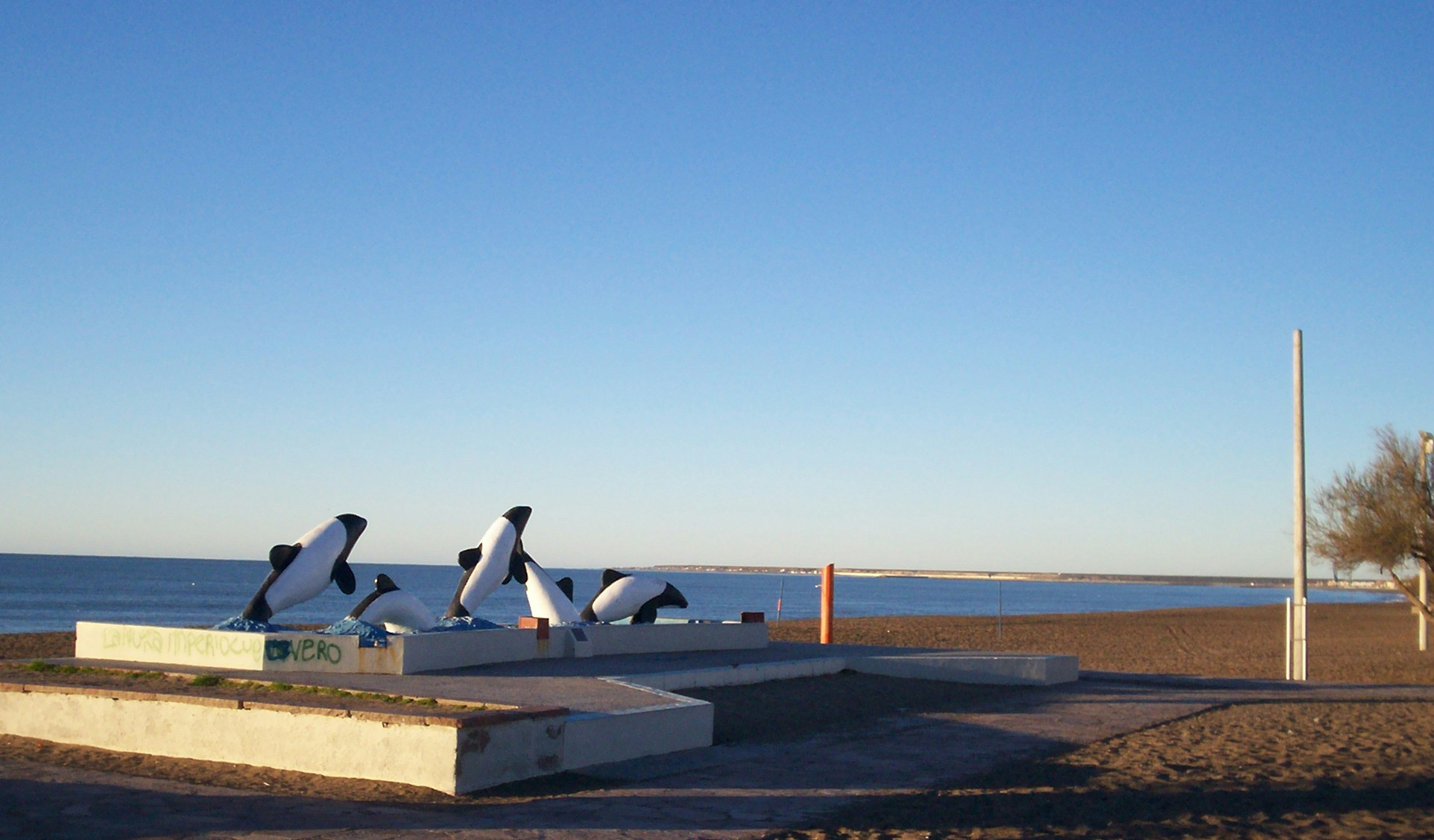
Playa Unión.

En verano se disfrutan de las playas sobre el Mar Argentino, en la ciudad de Puerto Madryn, y las pequeñas localidades de Playa Unión y Playa Magagna.

## Localidades
La Comarca incluye las localidades de:
- Veintiocho de Julio
- Dolavon
- Gaiman
- Playa Unión
- Puerto Madryn
- Puerto Pirámides
- Puerto Rawson
- Rawson
- Villa Dique Florentino Ameghino
- Hendre
- Trelew